# Thylands Idrætsefterskole
Thylands Idrætsefterskole var en efterskole, der var beliggende ved Hundborg i Thy, i Thisted Kommune. Den gik konkurs i februar 2016.

## Historie
På en måde blev grunden til Thylands Idrætsefterskole lagt i 1943, da tyskerne byggede fire store bygninger i tilknytning til en radar- og pejlestation.
Efter kapitulationen købte nogle interesserede mennesker bygningerne for at oprette en efterskole. Bygningerne lå ikke mere end 400 meter fra mindestenen for Thylands Højskole, så ønsket om at få en fri skole på egnen var stærkt rodfæstet.
Det første hold elever begyndte i november 1947, otte elever udgjorde dette pionerhold. Siden da har udbygninger og renoveringer fundet sted, således at skolen hver sommer kunne byde velkommen til 118 elever, 64 piger og 54 drenge fordelt på 8., 9. og 10. klassetrin.
Thylands Idrætsefterskole lå på "Gåsebjerget" i Thy.
Skolen gik konkurs i februar 2016, efter at kun 24 elever havde tilmeldt sig skolen.